# 허윤미
허윤미(1988년 3월 23일~)는 대한민국의 레이싱 모델이다.  키 172cm 몸무게 51kg

## 학력
- 가천의과학대학교 물리치료학과

## 경력

### 에이빙 모델
- 2010년 지스타 한게임 테라 포즈 모델
- 2011년 P&I 캐논 부스 메인 포즈 모델
- 2011년 지스타 한게임 포즈 모델
- 2012년 부산 모터쇼 쉐보레 메인 포즈 모델
- 2012년 P&I 캐논 부스 메인 포즈 모델
- 2012년 지스타 월드오브탱크 메인 포즈 모델
- 2013년 서울 모터쇼 포드 메인 포즈 모델
- 2013년 서울 오토살롱 옴니뷰 포즈 모델
- 2013년 월드오브탱크 인터뷰 걸
- 2013년 지스타 월드오브탱크 메인 포즈 모델
- 2014년 부산 모터쇼 닛산 메인 포즈 모델
- 2014년 서울 오토살롱 핸즈코퍼레이션 포즈 모델
- 2015년 서울 모터쇼 닛산 메인 포즈 모델
- 2015년 서울 오토살롱 핸즈코퍼레이션 포즈 모델
- 2015년 지스타 소니 월드오브탱크 메인 포즈 모델
- 2015년 제1회 코리아 레이싱모델 쇼 & 콘테스트 메인 MC

### 레이싱 모델
- 2010년 CJ 티빙닷컴 슈퍼레이스 챔피언쉽 금호타이어 전속 모델
- 2011년 KSRC 포즈 모델
- 2011년 KSF 쉘 포즈 모델
- 2012년 DDGT 한국타이어 포즈 모델
- 2012년 KSF 한국타이어 포즈 모델
- 2014년 핸즈모터스포츠 전속 모델
- 2015년 핸즈모터페스티벌 전속 모델

## 수상내역
- 2007년 SAS 한국레이싱모델선발대회 금상
- 2013년 제8회 아시아모델상시상식 레이싱모델 인기상
- 2014년 2014년 아프리카 BJ 페스티벌 신인상
- 2014년 제3회 한국 레이싱모델 어워즈 대상
- 2015년 대한민국의 Top 레이싱모델
- 2015년 아프리카TV Top 여자BJ